# Otto Moltke til Nørager
 Der er flere personer med dette navn, se Otto Moltke.
Otto Joachim Adam greve Moltke (17. april 1860 på Nørager – 8. januar 1937 sammesteds) var en dansk godsejer, bror til Viggo og Aage Moltke og far til Else, Ernst og Otto Moltke (læge).
Han var søn af Ernst greve Moltke og hustru, blev 1877 student fra Roskilde Katedralskole, var 1877-78 landvæsenselev på Hofmansgave og 1878-79 på Gjeddesdal og læste 1879-80 på Den kgl. Veterinær- og Landbohøjskole. 1881 blev Moltke menig ved Den Kongelige Livgarde og 1883 sekondløjtnant. Han var 1883-1908 forpagter af Conradineslyst og 1890-1908 af Nørager, som han derefter overtog. 1896 blev han besidder af det Moltke-Nøragerske Pengefideikommis.
Otto Moltke var 1892-1901 medlem af Sæby-Hallenslev Sogneråd, formand for Den conservative Klub for Holbæks 3. Kreds, stillede 1894 op til Folketinget, men blev ikke valgt. Han var i 1890'erne formand for Den samvirkende Kvægavlsforening i Holbæk Amt, formand for Holbæk Amts Økonomiske Selskabs Dyrskueudvalg, 1897-1927 landvæsenskommissær, blev 1899 hofjægermester og 29. september 1927 Ridder af Dannebrog.
11. maj 1883 ægtede han i Greve Kirke Ingeborg Valentiner (26. april 1862 – 25. maj 1947 i København), datter af etatsråd H.N. Valentiner til Gjeddesdal.